# ガルラ (漫画)
『ガルラ』は、永井豪による日本の漫画作品、及び同作に登場する怪獣の名称。講談社の『テレビマガジン』に1976年7月号から1977年3月号まで連載された。
コミックスは、2000年に大都社より全1巻が発売されている。

## ストーリー
大怪獣ガルラが復活、町の破壊を始める。主人公・鳳隼人は、スーパーロボット・ビッグダイタンで立ち向かったが、初戦で敗北する。
しかし、ガルラは止めを刺さず、謎の飛行能力でその場を去り、桜島の火口に飛び込み姿を消す。「ガルラは生物ではないのでは?」という疑問が湧く中、太平洋から巨大な円盤が浮上。
円盤はムー大陸であり、中にはムー人を名乗る大円盤人が住んでいた。大円盤人は、人類に「奴隷となるか抹殺されるか?」の二択を迫る。大円盤人は能力の一端を披露し、地球的規模の大地震を引き起こし世界各地の大都市も壊滅的な被害を受ける。
絶望感の漂う中、ひとりの僧侶が鳳らの元を訪れる。僧侶は、「鳳が神の子であり、怪鳥神迦楼羅である」と告げる。そして、ムー人を倒すため、「鳳は怪獣ガルラと金翅鳥（火の鳥）と合体し、その身を焼かねばならない」、と断言したところで物語りは幕を閉じており、大都社版コミックスでは「完」と記されているが、雑誌掲載時は「第一部 完」の表記となっていた。
未回収の設定
- 水原つぐみ（ヒロイン）を助けた少年（水色の肌で青い髪をしている）。
- 淡野（あわの）博士の「脳波で生物を操る」研究。

## キャラクター、メカニックなど
鳳隼人
主人公。立花学園水泳部キャプテン。
ガルラの出現に呼応し、眉間から出血。その傷跡と眉が合わさり、鳥の形に見える。
津波のくる海に飛び込むなど、最初からガルラとの因縁を感じていた。
怪鳥神迦楼羅の心を司る。
水原つぐみ
立花学園水泳部の女子部員。男子に負けない体力を持つ。
鳳を心配し、津波の中にボートで漕ぎ出した。
水原蛮次郎
つぐみの兄。外見は強面だが、温厚な性格。
頭脳は優秀で、弓教授（原文では弓博士）や早乙女博士に匹敵するロボット研究者。
水原ロボット研究所を構え、ビッグダイタンを開発していた。
『永井豪キャラクター図鑑』P38にて、「悪馬尻直次郎のバリエーション」と指摘されている。
僧侶
氏名不詳（劇中では「ぼうさん」）。大円盤人などの「知られざる過去」の事象に詳しい。
- 大円盤人が襲来する前の地球は「エデンの楽園」と呼ばれていた。

冒頭で「天竜八部衆が復活する」と言っていたが、未登場。
「2機の円盤」と語り、片方はアトランティスであると明言するが、その消息は語られていない。
スーパーロボット・ビッグダイタン
巨大人型ロボット。有人操縦型。
4本腕と、竜型の下半身が特徴。人型の下半身は、普段は龍型の部分に収納されている。
『永井豪キャラクター図鑑』P40にて、ウザーラとビッグダイタンの共通点（デザイン）が指摘されている。
大怪獣ガルラ
F国の水爆実験で海底から目覚めた。
当初は生物と思われていたが、マッハ3での飛行能力、細胞が鉱石と同じ、などの点から、生物説は覆された。
怪鳥神迦楼羅の力を司る。
金翅鳥
終盤の1コマ（と、イメージ画の1コマ）のみ登場。「金色に輝く」と形容されるが、実物は溶岩で構成されていた。
怪鳥神迦楼羅の知恵を司る。
大円盤人
ムー人。高度な科学力を持つ。その反面、残忍な性格（楽園だった地球に地獄を作り出した）。
生物（恐竜）の頭部に侵入（一体化）できる。
地球には存在していなかった巨大な爬虫類、恐竜を創りだし、尖兵とした（劇中の設定）。